# Isla de Bergeggi
Isla de Bergeggi (en italiano: Isola di Bergeggi) es una isla italiana situada cerca de la costa de Liguria, en la Riviera di Ponente, frente a la ciudad de Bergeggi. La isla, que forma parte de la Reserva Natural Regional de Bergeggi, tiene una costa rocosa medianamente alta, que se eleva sobre el mar hasta 53 metros de altura.
El entorno natural incluye diversas especies del Mediterráneo. La isla muestra signos de asentamientos humanos en el caso de las poblaciones de Liguria que se remontan a la época prerromana.  En la parte superior se alza una torre de base circular y los restos de una iglesia del siglo IV dedicada a San Eugenio de origen africano. 
La isla fue, de hecho, también conocida como "isla de San Eugenio". Está protegida como Zona Especial de Conservación (ZEC código IT1323202).